# Desix
Desix – rzeka we Francji, przepływająca w przez teren departamentu Pireneje Wschodnie. Jest prawym dopływem Agly. Ma 32,3 km długości.

## Geografia
Rzeka ma swoje źródła na stokach Serre d'Escales, w gminie Rabouillet, w departamencie Pireneje Wschodnie. Początkowo płynie generalnie na wschód, lecz między miejscowościami Sournia i Pézilla-de-Conflent zmienia kierunek na północno-wschodni, tworząc na tym odcianku liczne meandry. Uchodzi do Agly w gminie Ansignan. 
Desix płynie na terenie 6 gmin jednego departamentu: 
- Pireneje Wschodnie: Rabouillet (źródło), Sournia, Pézilla-de-Conflent, Felluns, Trilla, Ansignan (ujście)

## Dopływy
Desix ma 3 opisane dopływy. Są to:
- Ruisseau de Rapane
- Matassa
- Rec de la Llèbre